# Spazio di Tichonov
In topologia, gli spazi di Tychonoff e gli spazi completamente regolari sono degli spazi topologici che soddisfano alcune condizioni di regolarità, comprese tra gli assiomi di separazione. Queste condizioni sono necessarie per la dimostrazione di diversi teoremi, e sono caratteristiche di gran parte degli spazi topologici comunemente usati in analisi. Gli spazi di Tychonoff prendono il nome dal matematico russo Andrej Nikolaevič Tichonov.
Nel seguito vengono descritte sia le proprietà degli spazi completamente regolari che degli spazi di Tychonoff. È da notare che alcuni autori utilizzano definizioni diverse a quelle date, o considerano un termine come sinonimo dell'altro, o ancora con significati invertiti rispetto a quelli indicati.

## Definizione formale
Uno spazio topologico {\displaystyle X} è detto completamente regolare se e solo se dati un insieme chiuso {\displaystyle F} e un punto {\displaystyle x} che non appartiene a {\displaystyle F}, esiste una funzione continua da {\displaystyle X} alla retta reale tale che vale 0 su {\displaystyle x} ({\displaystyle f(x)=0}) e 1 su {\displaystyle F} ({\displaystyle f(y)=1,\,\forall y\in F}). Si dice anche che {\displaystyle x} e {\displaystyle F} sono separati da una funzione.
Uno spazio è detto di Tychonoff se è completamente regolare e di Hausdorff. Gli spazi di Tychonoff vengono indicati anche come spazi T3½, spazi Tπ, o spazi completamente T3.

## Esempi
Tra gli spazi completamente regolari è possibile annoverare i gruppi topologici, mentre sono spazi di Tychonoff tutti gli spazi metrici e le varietà topologiche.
Il piano di Moore è uno spazio di Tychonoff che però non è uno spazio normale.

## Proprietà di preservazione
Una delle caratteristiche più utili degli spazi completamente regolari e di Tychonoff è che la loro struttura è preservata dalle più comuni operazioni topologiche; ad esempio, ogni sottospazio di uno spazio di Tychonoff (o completamente regolare) è ancora di Tychonoff (o completamente regolare), così come il loro spazio prodotto. Vale inoltre la proprietà inversa: se uno spazio prodotto è di Tychonoff (completamente regolare), lo è anche ciascun fattore.
Come tutti gli assiomi di separazione, la struttura di questi spazi non viene preservata dall'operazione di quoziente.

## Spazi completamente regolari e funzioni continue
La topologia di uno spazio completamente regolare {\displaystyle X} è completamente determinata dall'insieme {\displaystyle C(X)} delle funzioni continue su {\displaystyle X} e dall'insieme {\displaystyle C^{\star }(X)} delle funzioni continue limitate su {\displaystyle X}; la completa regolarità di uno spazio [X] è infatti equivalente a ciascuna delle seguenti proprietà:
- {\displaystyle X} ha la topologia indotta da {\displaystyle C(X)} o {\displaystyle C^{\star }(X)};
- ogni insieme chiuso di {\displaystyle X} si può scrivere come intersezione di famiglie di zero-insiemi di {\displaystyle X} (cioè gli zero-insiemi formano una base per i chiusi di {\displaystyle X});
- i cozero-insiemi di {\displaystyle X} sono una base per la topologia di {\displaystyle X}.

Dato uno spazio topologico {\displaystyle (X,\tau )}, è possibile associare ad esso in modo canonico uno spazio completamente regolare {\displaystyle (X,\rho )}, utilizzando la topologia {\displaystyle \rho } generata dai cozero-insiemi in {\displaystyle (X,\tau )}. Con questa costruzione, ogni funzione continua {\displaystyle f:(X,\tau )\rightarrow Y} è continua su {\displaystyle (X,\rho )}. Inoltre l'insieme delle funzioni continue è uguale in entrambe le topologie: {\displaystyle C_{\tau }(X)=C_{\rho }(X)}; questo implica che è sufficiente studiare gli anelli {\displaystyle C(X)} e {\displaystyle C^{\star }(X)} solamente sugli spazi completamente regolari.

## Spazi completamente regolari e spazi uniformi
La completa regolarità è condizione necessaria perché uno spazio possieda una struttura uniforme (ovvero si possano definire una serie di proprietà legate alla continuità uniforme delle funzioni); inoltre ogni spazio completamente regolare è uniformabile.

## Spazi di Tychonoff e immersioni
Ogni spazio di Tychonoff può essere immerso in uno spazio di Hausdorff compatto; in particolare è possibile immergere lo spazio di Tychonoff in un cubo di Tychonoff (ovvero un prodotto, eventualmente infinito, di intervalli unitari [0,1]); poiché ogni cubo è anche uno spazio di Tychonoff vale la seguente caratterizzazione:
- uno spazio è di Tychonoff se e solo se è possibile immergerlo in un cubo.

Un caso di immersione particolarmente interessante si ha quando lo spazio di Tychonoff {\displaystyle X} è immerso in uno spazio compatto {\displaystyle K}; in questo caso la chiusura di {\displaystyle X} in {\displaystyle K} è una compattificazione di {\displaystyle X}. La compattificazione più generale possibile è quella di Stone–Čech, caratterizzata dalla proprietà per cui ogni funzione continua {\displaystyle f} da {\displaystyle X} in un compatto di Hausdorff {\displaystyle Y} è estendibile in maniera unica alla compattificazione di Stone–Čech {\displaystyle \beta X}.